# Martin Gerber
Martin Gerber (Burgdorf, 3. rujna 1974.) švicarski je profesionalni hokejaš na ledu. Lijevoruki je vratar koji nastupa za Atlant Moskovskaja oblast u Kontinentalnoj hokejskoj ligi (KHL). Veliki dio svoje profesionalne karijere proveo je National Hockey League (NHL) braneći boje Mighty Ducks of Anaheima, Carolina Hurricanesa, Ottawa Senatorsa i Toronto Maple Leafsa.

## National Hockey League

### Mighty Ducks of Anaheim
U organizaciju Mighty Ducks of Anaheima stigao je 2002. godine. Gerber je u svom NHL debiju protiv Colorada obranio 22 udarca za Anaheim, dok je njegovu sunarodnjak na drugoj strani David Aebischer "skinuo" 24 pokušaja Mighty Ducksa. To je bilo po prvi puta u povijesti NHL-a da su se sukobila dva švicarska vratara. Sredinom veljače 2003. u susretu s Carolinom je Gerber zabilježio svoj prvih NHL shutout s 28 obrana. U rookie sezone sakupio 22 nastupa za Anaheima, dok je ostatak sezone proveo igrajući u njihovoj AHL filijali (Cincinnati Mighty Ducks). 
Tijekom štrajka igrača u sezoni 2004./05. Gerber brani u Europi. Uvodnih 20 utakmica sezone odigrao je za švicarski Langnau (SCL Tigers), a kasnije je i Färjestads BK iz SEL-a. Dolaskom u Färjestads imao je veliku konkurenciju u jednom od najboljih vratara SEL-a Danielu Henrikssonu, ali svejedno je izborio mjesto startera. 

### Carolina Hurricanes
Nakon jednogodišnje pauze, Gerber se kao novi igrač Caroline vratio u NHL. Regularnu sezonu proveo je braneći kao startni vratar. Nakon što je Carolina katastrofalno startala u seriju s Montrealom i bila poražena je 6:1, uz njegovu neuvjerljivu predstavu (skinuo tek 15 udaraca), mjesto startnog vratara uzeo je rookie Cam Ward, koji je na kraju odveo Hurricanese do Stanleyjeva kupa. 

### Ottawa Senators
Gerber je tijekom ljeta 2006. pronašao novi klub i potpisao ugovor s Ottawom. U otvorenju sezone protiv rivala iz Toronta Gerber se predstavio u lijepom izdanju i obranio 33 udarca Maple Leafsa, a nadmudrio ga je tek Mats Sundin. Međutim, kako je sezona odmicala Gerber je pružao loše igre i njegovo je mjesto preuzeo Ray Emery. Početkom nove sezone (2007./08.) Ottawa je ostala bez prvog golmana Emeryja (ozljeda), a Gerber je kao pričuva uskočio na njegovo mjesto i pokazao solidnu formu. Gerber se nakon oporavka Emeryja vratio među pričuve, međutim, ne zadugo, te ostatak sezone bio prvi vratar Sen'sa, usprkos kasnijim oscilacijama u igri.

### Toronto Maple Leafs
Gerberu je NHL karijera nakon neuvjerljivih igara izgledala kao gotova stvar, no, nakon što su se Ottawa Senatorsi odrekli njegovih usluga, uskočili su Leafsi, i Gerber je dobio neočekivanu priliku. U prvom nastupu u novom dresu sakupio je velikih 37 obrana (primio jedan pogodak) protiv Washingtona i time se zahvalio Maple Leafsima na novoj šansi. Tri tjedna kasnije, ponovo protiv Capitalsa nakon Laichovog pogotka za 2:2, je Gerber izgubio živce i odbacio pločicu u bijesu. Sudac je procijenio da ga je Gerber gađao i isključio ga, a nakon završetka utakmice kažnjen je s tri utakmice suspenzije. Kratko vrijeme nastupao je za njihovu filijalu iz AHL-a, Binghamton Senators.

## Kontinentalna liga

### Atlant Moskovskaja oblast
Završetkom sezone 2008./09. napustio je Toronto i preselio se u Europu, gdje brani boje ruskog kluba Atlant Moskovskaja oblast iz KHL-a. 

## Nagrade

### NHL
| Nagrada                  | Godina    |
| ------------------------ | --------- |
| Stanleyjev kup pobjednik | 2005./06. |

## Statistika karijere

### Klupska statistika
Bilješka: OU = odigrane utakmice, OM = odigrane minute, UG = udarci na gol, PG = primljeni golovi, OB = (broj) obrana, PPG = prosjek primljenih golova, OB% = postotak (broja) obrana, KM = kaznene minute
| 1994./95.       | SC Langnau              | NL-B            | 5   | 222   |      | 18  |   | 4.86 | —    |   | —  | —   | —   | —  | — | —    | —     | — |
| 1995./96.       | SC Langnau              | NL-B            | —   | —     | —    | —   | — | —    | —    | — | —  | —   | —   | —  | — | —    | —     | — |
| 1996./97.       | SC Langnau              | NL-B            | 38  | 2286  |      | 121 |   | 3.18 |      |   | 8  | 488 |     | 29 |   | 3.57 |       |   |
| 1997./98.       | SC Langnau              | NL-B            | 40  | 2430  |      | 141 |   | 3.48 |      |   | 16 | 961 |     | 42 |   | 2.62 |       |   |
| 1998./99.       | SC Langnau              | NL-A            | 42  | 2521  |      | 203 |   | 4.83 |      |   | 11 | 664 |     | 50 |   | 4.52 |       |   |
| 1999./00.       | SC Langnau              | NL-A            | 44  | 2652  |      | 161 |   | 3.64 |      |   | 6  | 360 |     | 13 |   | 2.17 |       |   |
| 2000./01.       | SLC Tigers              | NL-A            | 44  | 2671  |      | 114 |   | 2.56 |      |   | 5  | 319 |     | 7  |   | 1.32 |       |   |
| 2001./02.       | Färjestads BK           | SEL             | 44  | 2664  |      | 87  |   | 1.96 |      |   | 10 | 657 |     | 18 |   | 1.64 |       |   |
| 2002./03.       | Mighty Ducks of Anaheim | NHL             | 22  | 1203  | 548  | 39  |   | 1.94 | .929 |   | 2  | 20  | 6   | 1  |   | 3.00 | 0.833 |   |
| 2002./03.       | Cincinnati Mighty Ducks | AHL             | 1   | 60    | 41   | 2   |   | 2.00 | .951 |   | —  | —   | —   | —  | — | —    | —     | — |
| 2003./04.       | Mighty Ducks of Anaheim | NHL             | 32  | 1698  | 785  | 64  |   | 2.26 | .918 |   | —  | —   | —   | —  | — | —    | —     | — |
| 2004./05.       | SCL Tigers              | NL-A            | 20  | 1220  |      | 59  |   | 2.90 |      |   | —  | —   | —   | —  | — | —    | —     | — |
| 2004./05.       | Färjestads BK           | SEL             | 30  | 1827  |      | 58  |   | 1.90 |      |   | 15 | 900 |     | 36 |   | 2.40 |       |   |
| 2005./06.       | Carolina Hurricanes     | NHL             | 60  | 3493  | 1719 | 162 |   | 2.78 | .906 |   | 6  | 221 | 90  | 13 |   | 3.53 | .856  |   |
| 2006./07.       | Ottawa Senators         | NHL             | 29  | 1599  | 784  | 74  |   | 2.78 | .906 |   | —  | —   | —   | —  | — | —    | —     | — |
| 2007./08.       | Ottawa Senators         | NHL             | 57  | 3197  | 1619 | 145 |   | 2.72 | .910 |   | 4  | 238 | 159 | 14 |   | 3.53 | .912  |   |
| 2008./09.       | Toronto Maple Leafs     | NHL             | 12  | 706   | 402  | 38  |   | 3.23 | .905 |   | —  | —   | —   | —  | — | —    | —     | — |
| 2008./09.       | Binghamton Senators     | AHL             | 14  | 783   | 4222 | 38  |   | 2.91 | .910 |   | —  | —   | —   | —  | — | —    | —     | — |
| Sveukupno - NHL | Sveukupno - NHL         | Sveukupno - NHL | 226 | 12735 | 6254 | 562 |   | 2.65 | .910 |   | 12 | 480 | 255 | 28 |   | 3.50 | .890  |   |

## Vanjske poveznice
- Profil na NHL.com
- Profil na The Internet Hockey Database